# الدغيشي (بكيل المير)

تعديل مصدري - تعديل

الدغيشي هي إحدى قرى عزلة فاس بمديرية بكيل المير التابعة لمحافظة حجة، بلغ تعداد سكانها 75 نسمة حسب تعداد اليمن لعام 2004.